# Ceratothalama
Ceratothalama é um gênero de mariposa pertencente à família Crambidae.